# Прапор Верби (Дубенський район)
Прапор Верби — офіційний символ села Верба, Дубенського району Рівненської області, затверджений 22 вересня 2000 р. рішенням сесії Вербської сільської ради. 
Автори — А. Гречило та Ю. Терлецький.

## Опис
Квадратне полотнище, на жовтому тлі вербове дерево з чорним стовбуром і гілками та зеленим листям, із нижнього краю йде горизонтальна зелена смуга (завширшки в 1/6 ширини прапора).

## Значення символів
Зображення верби є номінальним символом і вказує на назву поселення.